# Hugo Mosler

Hugo Mosler als Corpsstudent Wintersemester 1895/1896

Hugo Bruno Hans Mosler (* 16. April 1875 in Berlin; † 24. Dezember 1956 in Düsseldorf) war ein deutscher Professor der Fernmelde- und Funktechnik an der Technischen Hochschule Braunschweig und Brauereidirektor.

## Leben
Hugo Mosler begann nach dem Abitur am Königstädtischen Realgymnasium in Berlin im Wintersemester 1894/95 das Studium der Physik an der Technischen Hochschule Berlin-Charlottenburg, wo er im gleichen Semester dem Corps Saxonia-Berlin beitrat. Er wechselte an die Technische Hochschule Hannover, wo er im Mai 1897 das Diplom-Vorexamen erlangte. Von 1897 bis 1901 studierte er an den Universitäten zu Berlin, Heidelberg und Leipzig. Mit einer Dissertation zum Thema: Der Temperatur-Koeffizient des Magnetismus einiger Salzlösungen der Eisengruppe mit besonderer Berücksichtigung des Eisenchlorids wurde er an der Universität Leipzig am 29. Oktober 1900 zum Dr. phil. promoviert. Seine Dissertation wurde auszugsweise in den Annalen der Physik publiziert. Danach wechselte er an die Technische Hochschule Braunschweig, wo er am 3. Juli 1902 den akademischen Grad eines Diplom-Ingenieurs erlangte. Bereits zwei Jahre später war er nach der Habilitation im Jahre 1904 Privatdozent der Elektrotechnik an der Technischen Hochschule Braunschweig. 1911 wurde er zum außerordentlichen Professor für Fernmelde- und Funktechnik an der TH Braunschweig berufen.
Am Ersten Weltkrieg nahm er als Nachrichtenoffizier in höheren Stäben teil. Er wurde mehrfach ausgezeichnet. Sein letzter Dienstgrad war Hauptmann der Reserve. Während des Krieges ruhte seine Lehr- und Forschungstätigkeit.
Hugo Mosler war ein Pionier der Fernmelde- und Funktechnik in Deutschland. Dennoch entschloss er sich in den 1920er-Jahren, seine Lehr- und Forschungstätigkeit aufzugeben, um leitende Stellungen in der Brauereiindustrie zu übernehmen. Zuletzt war er Aufsichtsrat der Schwabenbräu AG sowie ihrer Tochtergesellschaften.
Im Jahre 1951 wurde er vom Kösener Corps Friso-Luneburgia Köln mit der Verleihung der Mitgliedschaft ausgezeichnet.

## Schriften
- Der Temperatur-Koeffizient des Magnetismus einiger Salzlösungen der Eisengruppe mit besonderer Berücksichtigung des Eisenchlorids. Dissertation Universität Leipzig 1901.
- Konstruktion und Berechnung von Selbstanlassern für elektrische Aufzüge mit Druckknopfsteuerung. Berlin 1904.
- Beiträge zur Erzeugung schwach gedämpfter Schwingungen. In: Elektrotechnische Zeitschrift. Band 28, 1907, S. 304–305, 426.
- Einführung in die moderne drahtlose Telegraphie und ihre praktische Verwendung. Braunschweig 1920.
- Einführung in die moderne Radiotechnik und ihre praktische Verwendung. Braunschweig 1926 (mit Gustav Leithäuser).